# 슬라바 (전통)

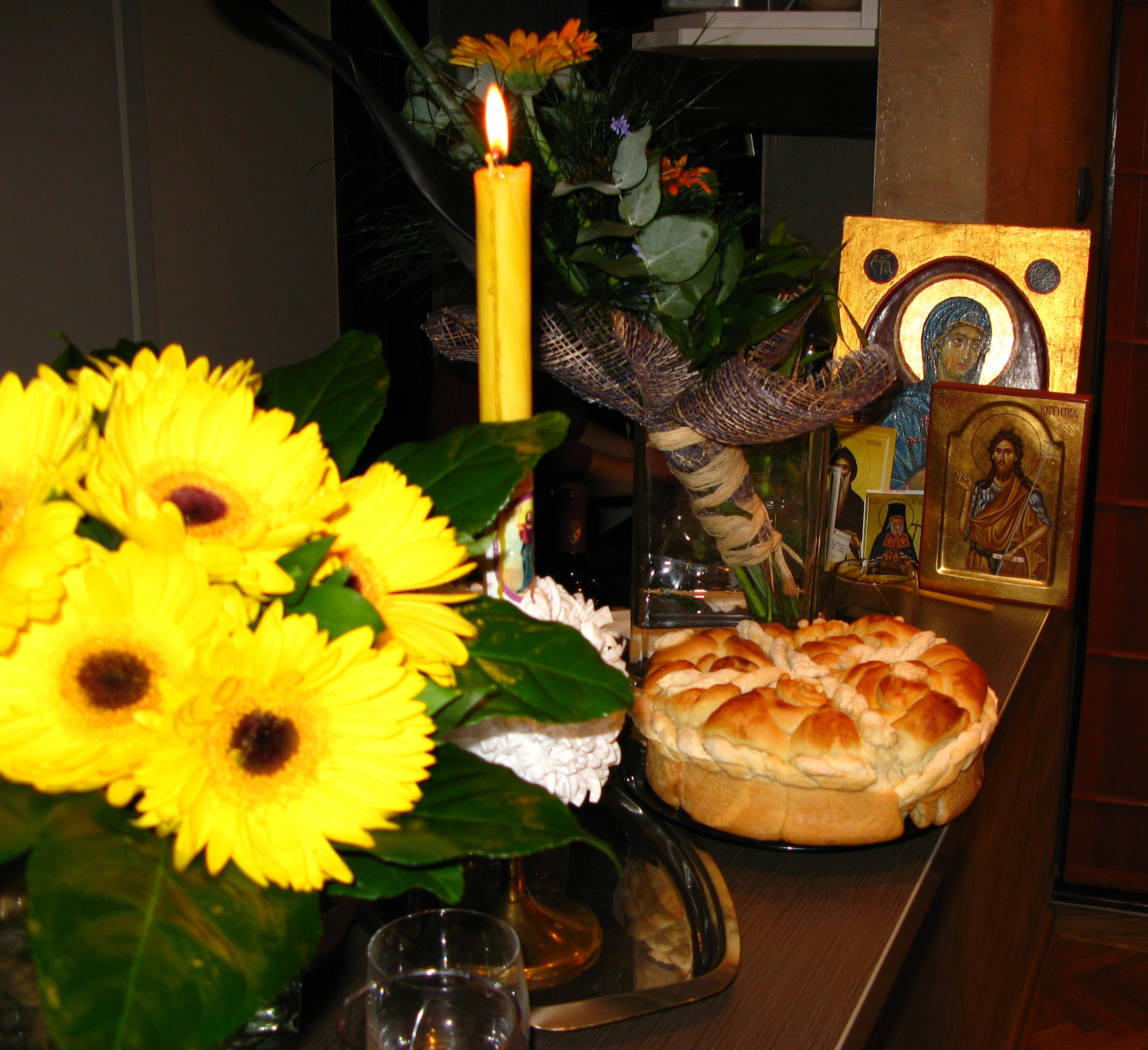

슬라바(Slava, 세르비아 키릴 문자: Слава, lit. 'Glory, Celebration', 발음 [ˈslâʋa])는 가족의 연례 행사이자 수호성인을 숭배하는 행사이다. 이 의식은 주로 정교회 세르브인들 사이에서 거행된다.
기원은 알려져 있지 않지만 이 오래된 전통은 세르비아 정체성을 나타내는 중요한 민족적 지표이다. 이는 주재 성인과 함께 기독교로 세례를 받은 남성 혈통을 통해 가족의 첫 번째 조상에게 바치는 헌사이다. 가족은 매년 성인의 날에 슬라바를 기념한다. 2014년에는 유네스코 세르비아 무형문화유산 목록에 등재되었다.
간단히 콜라치(kolač)라고도 알려진 슬라브스키 콜라치(Slavski kolač)는 슬라바 축제 기간 동안 종종 준비되는 의식용 빵이다.